# マリリン 7日間の恋
『マリリン 7日間の恋』（マリリン なのかかんのこい、原題: My Week with Marilyn）は、2011年のイギリス映画。マリリン・モンローとローレンス・オリヴィエが共演した1957年の映画『王子と踊子』で助監督を務めていたコリン・クラークによる同作の制作舞台裏を描いた著作2冊（『My Week with Marilyn』『The Prince, the Showgirl and Me』）を基にした作品である。
第84回アカデミー賞において主演女優賞（ミシェル・ウィリアムズ）と助演男優賞（ケネス・ブラナー）にそれぞれノミネート。第69回ゴールデングローブ賞において映画演技賞（ミュージカル・コメディ部門）主演女優賞（ミシェル・ウィリアムズ）を受賞。

## あらすじ
コリン・クラークはイギリスの上流家庭出身の青年だが、一家の四男坊ということもあり、両親からはあまり期待されていなかった。それが却って気楽だったコリンは、以前からあこがれていた映画の世界に飛び込むことを決意する。そんな彼が崇拝のまなざしで見つめているのは、銀幕の中でセクシーに歌い踊るマリリン・モンローだった。
コリンは両親の友人でもあるローレンス・オリヴィエの映画製作会社に出向いて、何とか使い走りの仕事にありつく。ある時、オリヴィエが監督・主演をつとめる新作映画『王子と踊り子』の相手役に、マリリン・モンローが抜擢される。そしてコリンは運よく、第三助監督として撮影に関わることになった。憧れのスターであるマリリンと会えることに、コリンは期待で胸を膨らませる。
ロンドン・ヒースロー空港に、マリリンが新婚の夫・アーサー・ミラーを伴って飛行機から降り立った。報道陣がつめかけた記者会見場では、マリリン、オリヴィエ、オリヴィエ夫人である女優のビビアン・リーらが登壇した。記者たちの狙いはもちろんマリリンで、彼女の当意即妙の返しに、会場は沸き立つ。一同の制作への期待も高まるが、撮影前の台本読みで早くもトラブルが持ち上がった。オリヴィエ、シビル・ソーンダイクら英国演劇界の重鎮たちや撮影所のスタッフたちが揃う中で、マリリンだけがなかなか現れない。オリヴィエに言いつけられたコリンが楽屋へ様子を見に行くと、そこには緊張と焦燥で、疲れ切った素顔のマリリンがいた。その傍らには、彼女の演技コーチのポーラ・ストラスバーグがついており、「彼女はまだ準備できていないと伝えて。」とだけ言い渡されて部屋を追い出される。何とか始まった本読みの最中でも、マリリンは演技面での疑問はすべてポーラに助言を求めるので、オリヴィエは苛立ちを隠しきれない。
不安の中で撮影がスタートするが、やはりトラブルは続発する。マリリンは緊張と不安に重なって、オリヴィエらとの演技メソッドの違いによりNGテイクを連発してしまう。そして毎日続く遅刻。業を煮やしたオリヴィエに、コリンはマリリンとアーサー・ミラーの宿泊するホテルに出向いて様子を探ってこいと命令される。そこで彼は、廊下の暗がりで泣き崩れているマリリンと出くわすが……。

## キャスト
※括弧内は日本語吹替
- マリリン・モンロー - ミシェル・ウィリアムズ（松本梨香）
- ローレンス・オリヴィエ - ケネス・ブラナー（金尾哲夫）
- コリン・クラーク（英語版） - エディ・レッドメイン（三宅貴大）
- ミルトン・H・グリーン - ドミニク・クーパー（中尾一貴）
- ヴィヴィアン・リー - ジュリア・オーモンド（水野ゆふ）
- ポーラ・ストラスバーグ - ゾーイ・ワナメイカー（上原恵子）
- アーサー・ミラー - ダグレイ・スコット（竹本和正）
- ルーシー - エマ・ワトソン（原島梢）
- シビル・ソーンダイク - ジュディ・デンチ（下川江那）
- アーサー・ジェイコブ - トビー・ジョーンズ（森源次郎）
- オーウェン・モアスヘッド - デレク・ジャコビ（真田五郎）
- ロジャー・スミス - フィリップ・ジャクソン（坂本大地）

## 主な受賞
- ゴールデングローブ賞：主演女優賞 (ミュージカル・コメディ部門)（ミシェル・ウィリアムズ）
- ボストン映画批評家協会賞：主演女優賞（ミシェル・ウィリアムズ）
- シカゴ映画批評家協会賞：主演女優賞（ミシェル・ウィリアムズ）
- オクラホマ映画批評家協会賞：主演女優賞（ミシェル・ウィリアムズ）
- ワシントンD.C.映画批評家協会賞：主演女優賞（ミシェル・ウィリアムズ）
- インディペンデント・スピリット賞：主演女優賞（ミシェル・ウィリアムズ）